# Pierrot étterem
A Pierrot a Zsidai Gasztronómiai Csoport kezdetben kávéháza, ma étterme a Budai Várnegyed egyik 13. századi épületében a Fortuna utca 14. szám alatt. A Pierrot egy Osztrák–Magyar Monarchia ízeire épülő étterem, az éttermet a Michelin Guide 2005 óta ajánlja és a Gault Millau is ajánlja. Az 1982-ben megnyitott Pierrot a gasztronómiai cégcsoport legelső egysége.

## A Pierrot étteremről
Az étterem kialakítását a 13. századi épület, a minőségre és a tradíciókra való törekvés inspirálta. Barátságos, romantikus, nem hivalkodó luxus jellemzi a vendégteret, amiben egy zongora, különterem és egy várfallal körbezárt kerthelyiség is helyet kapott. Az étteremben több híresség, számos híresség megfordult az évek során – színészek, politikusok, művészek, köztük Marcello Mastroianni, Roger Moore, Antonio Banderas, Jeremy Irons, Robert De Niro, Harrison Ford, Ryan Gosling és Eva Mendes, vagy az AC/DC és a Depeche Mode zenekarok.
A Lutz Lajos séf vezette konyha a régi magyar recepteken alapuló valóban klasszikus magyar ételekre koncentrál, európai tálalásban. A legjobb magyar alapanyagok, valamint a legmagasabb minőség a legfontosabbak az étterem számára. Olyan ételek találhatóak meg a Pierrot étlapján, mint a pisztáciás vaddisznó rilette, szarvas gulyás, borjú bécsi, rozmaringos bárány vagy a rókagombás derelye. A magyar ételek mellé a magyar borokra koncentrálnak, a borlap gyakran változik és alapos átgondolás előzi meg. Több olyan tétel található a borlapon, amely olyan kisszériás tétel, ami máshol nem kapható, kóstolható.